# نایورول
نایورول (به انگلیسی: Niverville) یک شهرک در کانادا است که در منیوبا واقع شده‌است. نایورول ۴٬۶۱۰ نفر جمعیت دارد و ۲۳۶ متر بالاتر از سطح دریا واقع شده‌است.